# 1906 en musique
| \| • Retour à la chronologie générale de la musique populaire • \| |
| XXIe siècle • XXe siècle • XIXe siècle • XVIIIe siècle XVIIe siècle • XVIe siècle • XVe siècle • XIVe siècle XIIIe siècle • XIIe siècle • XIe siècle • Xe siècle IXe siècle • VIIIe siècle • Haut Moyen Âge • Rome • Grèce |
| • Retour à la chronologie générale de la musique populaire • |

| • Retour à la chronologie générale de la musique populaire • |

| Années de la musique populaire : 1903 - 1904 - 1905 - 1906 - 1907 - 1908 - 1909    |
| Décennies de la musique populaire : 1870 - 1880 - 1890 - 1900 - 1910 - 1920 - 1930 |

Cet article présente les faits marquants de l'année 1906 en musique.

## Évènements et œuvres
- L'Automatic Machine and Tool Company de Chicago produit l'Automatic Entertainer, phonographe qui contient 24 disques de 10 pouces, 12 de chaque côté du plateau, avec un cornet de 40 pouces qui amplifie suffisamment le son pour que quiconque à proximité puisse entendre la musique. C'est le précurseur du jukebox[1].
- 24 janvier : le Ossman-Dudley Trio enregistre St. Louis Tickle[2].
- 6 février : Billy Murray (chanteur) enregistre The Grand Old Rag[3].
- 23 juin : le Pure Food and Drug Act est voté par le Congrès et promulgué par le président Roosevelt. Un effet secondaire de la loi est de forcer les medecine shows — une forme essentielle de divertissement depuis les années 1870 et un terrain d’entraînement pour de nombreux chanteurs et musiciens — à changer leurs opérations[1].
- Août : La Victor Talking Machine Company présente le Victrola, le phonographe le plus élégant mis sur le marché jusque là[1].
- Vincent Scotto et Henri Christiné écrivent La Petite Tonkinoise, chanson interprétée par Polin.
- Georges Randé écrit les paroles de la Marche cazérienne, sur un paso doble composé en 1900 par Fernand Tassine.
- Paul Briollet, Jules Combe et Désiré Berniaux écrivent Le Trou de mon quai pour Dranem.

## Naissances
- 31 janvier : Roosevelt Sykes, pianiste et chanteur de blues américain († 11 juillet 1983).
- 25 mars : Jean Sablon, chanteur français († 24 février 1994).
- 3 juin : Freda Josephine McDonald, dite Joséphine Baker, chanteuse, danseuse, actrice, meneuse de revue et résistante française d’origine américaine († 12 avril 1975).
- 19 août : Eddie Durham, tromboniste, guitariste et arrangeur de jazz américain († 6 mars 1987).
- 12 septembre : Gerhard Winkler, compositeur allemand de musique légère († 25 septembre 1977).
- 30 septembre : Mireille, chanteuse, actrice et animatrice de télévision française († 3 septembre 1996).
- 20 octobre : Johnny Moore, guitariste de blues et de rhythm and blues américain († 6 janvier 1966).

## Principaux décès
- 14 mai : Henri Caspers, pianiste et compositeur français, né le 2 octobre 1825.
- 11 juin : František Bartoš, ethnomusicologue morave, né le 16 mars 1837.